# Karczewo (powiat golubsko-dobrzyński)
Karczewo – wieś w Polsce położona w województwie kujawsko-pomorskim, w powiecie golubsko-dobrzyńskim, w gminie Golub-Dobrzyń.

## Podział administracyjny
W latach 1975–1998 miejscowość administracyjnie należała do województwa toruńskiego.

## Demografia
Według Narodowego Spisu Powszechnego (III 2011 r.) wieś liczyła 214 mieszkańców. Jest osiemnastą co do wielkości miejscowością gminy Golub-Dobrzyń.

## Zabytki
Według rejestru zabytków NID na listę zabytków wpisany jest park dworski z 2 poł. XIX w., nr rej.: 446 z 22.11.1984.